# Кубок Виклику з хокею (до 17 років)
Хокейний кубок Виклику — щорічний юніорський (до 17 років) хокейний турнір, котрий проводиться у Канаді місцевою федерацією хокею. З сезону 2014—2015 років участь у змаганнях беруть 8 збірних.

## Історія
Вперше турнір, котрий раніше був відомий під назвою Квебекський кубок Esso (Quebec Esso Cup), було проведено у 1986 році у Квебеку. Після того як з 1992 року турнір почав проводитись і поза межами провінції Квебеку, змагання отримало свою нинішню назву.
З першого турніру і до сезону 2013—2014 років (за виключенням 1998 року) турнір мав незмінну формулу проведення і налічував 10 учасників: п'ять складів збірної Канади, що формувалися за регіональним принципом, збірна США та ще 4 європейські команди. Команди були поділені на дві групи (по 5 збірних), де проводили коловий турнір. За його підсумками по дві найсильніші команди потрапляти до півфіналу. Окрім фіналу та матчу за третє місце, гралися також поєдинки за 5-те (між третіми командами груп), 7-ме (між четвертими командами груп) та 9-те (між останніми командами груп) місце.
Склад учасників першого турніру включав такі збірні: Канада-Онтаріо, Канада-Квебек, Канада-Захід (провінції Манітоба та Саскачеван), Канада-Пасифік (провінції Альберта та Британська Колумбія) та Канада-Атлантик. А також збірні команди США, Чехословаччини, Радянського Союзу, Фінляндії та Швеції.
З сезону 2014—2015 років турнір зазнав деяких змін. Строки проведення змагань були перенесені з кінця грудня-початку січня на першу половину листопада. Також до восьми зменшилась кількість учасників: відтепер Канада представлена лише трьома командами, а не п'ятьма, як раніше. Для участі на турнірі обираються 66 хокеїстів даної вікової групи, і в довільному порядку діляться на три команди: червоні, білі та чорні (ці кольори присутні на формі збірної Канади).

## Призери змагань
| Рік     | Золото                                                             | Срібло                                                             | Бронза                                                             | Місце проведення                                                                                   |
| ------- | ------------------------------------------------------------------ | ------------------------------------------------------------------ | ------------------------------------------------------------------ | -------------------------------------------------------------------------------------------------- |
| 1986    | Квебек                                                             | СРСР                                                               | Пасифік                                                            | Квебек                                                                                             |
| 1988    | СРСР                                                               | Швеція                                                             | Квебек                                                             | Квебек                                                                                             |
| 1990    | Фінляндія                                                          | Квебек                                                             | СРСР                                                               | Квебек                                                                                             |
| 1991    | Турнір не відбувся у зв'язку з проведенням Канадських зимових ігор | Турнір не відбувся у зв'язку з проведенням Канадських зимових ігор | Турнір не відбувся у зв'язку з проведенням Канадських зимових ігор | Турнір не відбувся у зв'язку з проведенням Канадських зимових ігор                                 |
| 1992    | Онтаріо                                                            | Квебек                                                             | Чехословаччина                                                     | Садбері                                                                                            |
| 1994    | Квебек                                                             | США                                                                | Пасифік                                                            | Амос                                                                                               |
| 1995    | Онтаріо                                                            | Фінляндія                                                          | Квебек                                                             | Монктон                                                                                            |
| 1997    | Онтаріо                                                            | Швеція                                                             | Квебек                                                             | Ред-Дір                                                                                            |
| 1998 I  | Онтаріо                                                            | Чехія                                                              | Квебек                                                             | Кіченер                                                                                            |
| 1998 II | Захід                                                              | США                                                                | Фінляндія                                                          | Свіфт-Керрент                                                                                      |
| 1999    | Турнір не відбувся у зв'язку з проведенням Канадських зимових ігор | Турнір не відбувся у зв'язку з проведенням Канадських зимових ігор | Турнір не відбувся у зв'язку з проведенням Канадських зимових ігор | Турнір не відбувся у зв'язку з проведенням Канадських зимових ігор                                 |
| 2000    | Росія                                                              | Онтаріо                                                            | Пасифік                                                            | Тіммінс/Герст/Тіміскамінг-Шорз/Кокран/Капускейсінг/Шапло/Смут-Рок-Фолс/Кіркленд-Лейк/ Руен-Норанда |
| 2001    | США                                                                | Пасифік                                                            | Онтаріо                                                            | Труро/Нью-Гласгоу                                                                                  |
| 2002    | США                                                                | Пасифік                                                            | Онтаріо                                                            | Селкірк                                                                                            |
| 2003    | Турнір не відбувся у зв'язку з проведенням Канадських зимових ігор | Турнір не відбувся у зв'язку з проведенням Канадських зимових ігор | Турнір не відбувся у зв'язку з проведенням Канадських зимових ігор | Турнір не відбувся у зв'язку з проведенням Канадських зимових ігор                                 |
| 2004    | Онтаріо                                                            | Пасифік                                                            | Квебек                                                             | Сент-Джонс                                                                                         |
| 2005    | Захід                                                              | Пасифік                                                            | Атлантик                                                           | Летбридж                                                                                           |
| 2006    | Квебек                                                             | США                                                                | Чехія                                                              | Мус-Джо/Реджайна/Вейберн…                                                                          |
| 2007    | Турнір не відбувся у зв'язку з проведенням Канадських зимових ігор | Турнір не відбувся у зв'язку з проведенням Канадських зимових ігор | Турнір не відбувся у зв'язку з проведенням Канадських зимових ігор | Турнір не відбувся у зв'язку з проведенням Канадських зимових ігор                                 |
| 2008    | Онтаріо                                                            | США                                                                | Захід                                                              | Лондон/Люкан/Сент-Томас/Стретфорд/Стратрой-Карадок/Вудсток                                         |
| 2009    | Онтаріо                                                            | Пасифік                                                            | США                                                                | Кемпбелл-Рівер/Кортні/Нанаймо/Парксвиль/Порт Альберні                                              |
| 2010    | США                                                                | Онтаріо                                                            | Швеція                                                             | Кокран/Ірокез-Фолс/Тіммінс/Капускейсінг/Тіміскамінг-Шорз/Кіркленд-Лейк                             |
| 2011    | Онтаріо                                                            | США                                                                | Пасифік                                                            | Вінніпег/Портедж-ла-Прері                                                                          |
| 2012    | Росія                                                              | США                                                                | Онтаріо                                                            | Віндзор                                                                                            |
| 2013    | Швеція                                                             | Росія                                                              | США                                                                | Вікторіявіль/Драммонвіль                                                                           |
| 2014 I  | США                                                                | Пасифік                                                            | Росія                                                              | Кейп-Бретон (Порт-Гоксбері/Сідней/Північний Сідней)                                                |
| 2014 II | Росія                                                              | США                                                                | Швеція                                                             | Сарнія/Ламбтон-Шорс                                                                                |
| 2015    | Канада                                                             | Росія                                                              | Швеція                                                             | Досон Крік/Форт-Сент-Джон                                                                          |

## Медальний залік
| №  | Країна               | Золото | Срібло | Бронза | Всього |
| 1  | Онтаріо              | 8      | 2      | 3      | 13     |
| 2  | США                  | 4      | 7      | 2      | 13     |
| 3  | Росія СРСР           | 3 1 4  | 1 2    | 1 2    | 5 3 8  |
| 4  | Квебек               | 3      | 2      | 5      | 10     |
| 5  | Захід                | 2      | 0      | 1      | 3      |
| 6  | Швеція               | 1      | 2      | 2      | 5      |
| 7  | Фінляндія            | 1      | 1      | 1      | 3      |
| 8  | Пасифік              | 0      | 6      | 4      | 10     |
| 9  | Чехія Чехословаччина | 0      | 1 0 1  | 1 2    | 2 1 3  |
| 10 | Атлантик             | 0      | 0      | 1      | 1      |